# Генрих I (граф Хойя)

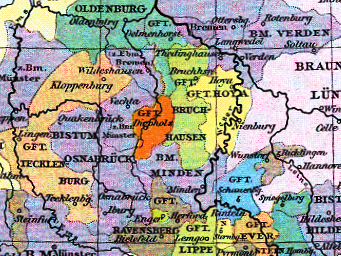
Графство Хойя (жёлтым)

Генрих I (нидерл. Heinrich I. von Hoya; ум. 25 ноября 1235) — граф Хойя с 1202 года. Первый документально засвидетельственный представитель династии. По преданию, — сын фризского дворянина, который после падения Генриха Льва при поддержке архиепископов Бремена захватил местность Хойя (между 1181 и 1190). Возможно — родственник Ольденбургов и Шпигельбергов.
В 1202 году унаследовал графство Штумпенхузен.
В 1213 году в битве при Хильгермиссене нанес поражение штедингам, вторгшимся в его владения. По преданию, захватил столько пленных, что на полученные за их освобождение деньги построил новый замок.
В 1215 году купил графство Нинбург у графов фон Роден.

## Семья
Жена (свадьба после 27 декабря 1215) — Рихенца (Рихца) фон Вёльпе (р. 1195/1198, ум. до 7 июня 1227), дочь графа Бернхарда II фон Вёльпе. Дети:
- Бурхард, домхерр в Фердене
- Герхард (ум. 1269), с 1251 епископ Фердена
- Генрих II (ум. 1290), граф Хойя
- Ютта, муж — Людольф фон Халлермунд
- Оттон, домхерр в Фердене (Оттон I — епископ Миндена?)
- Рихенца, муж — Ведекинд фон Шальксберг
- Видекинд (ум. 1261), с 1253 епископ Миндена.

Похоронен в церкви Бюкена.